# Lackstreifen

Freimarke zu 50 Heller mit und ohne Lackstreifen

Lackstreifen auf Briefmarken dienen als Schutzmaßnahme gegen eine missbräuchliche Verwendung bereits gebrauchter Briefmarken.
Briefmarken mit Lackstreifen wurden als erstes 1901 in Österreich verausgabt. Das Faserpapier, das man vor der Einführung der Lackstreifen verwendete, wurde nun vor der Ausgabe noch mit glänzenden Lackstreifen überzogen. Bereits Ende des Jahres 1899 machte man zahlreiche Versuche hinsichtlich Größe und Verlauf. Einige dieser Probedrucke gelangten in den Handel.
Die Lackstreifen lösen sich teilweise mit dem Markenbild im Wasser (oder anderen Flüssigkeiten) auf. Das Entfernen des Poststempels, um die Briefmarken erneut verwenden zu können, wird so stark erschwert.
Die etwa 2 mm breiten Lackstreifen verliefen von links oben nach rechts unten mit einem Abstand von etwa 7 mm. Die Dicke und Entfernung der Lackstreifen wurde mehrmals geändert, da man nie wirklich mit dem Ergebnis zufrieden war. Ab Februar 1905 verzichtete man schließlich ganz auf sie.
In Russland wurden ebenfalls Lackstreifen nach einem ähnlichen Prinzip von 1909 bis 1915 verwendet.